# Starotítarovskaya
Starotítarovskaya (del ruso: Староти́таровская) es una stanitsa del raión de Temriuk del krai de Krasnodar del sur de Rusia. Está situada en la península de Tamán, a orillas del limán Starotítarovski, 20 km al sudoeste de Temriuk y 150 km al oeste de Krasnodar, la capital del krai.  Tenía 12 164 habitantes en 2010.
Es cabeza del municipio Starotítarovskoye.

## Historia
El asentamiento fue fundado como uno de los primeros cuarenta asentamientos de los cosacos del Mar Negro en el Kubán, en la península de Tamán, en 1794. Fue denominado kurén (kurin) Títarovski por el comandante de los cosacos que se establecieron allí. Para 1810, tenía 4 776 habitantes. En 1812, recibe el estatus de stanitsa y el nombre Títarovskaya. En 1848 cambia su nombre al actual para diferenciarla de Novotítarovskaya. En 1864 se inicia la extracción del petróleo de la localidad. La iglesia de la Asunción, de piedra, fue construida en 1874. En 1905, la localidad contaba con unos 15 000 habitantes. En 1931, se formó el koljós Ilich. Durante la Gran Guerra Patria, fue ocupada por las tropas de Wehrmacht de la Alemania Nazi en agosto de 1942 y liberada por el Ejército Rojo de la Unión Soviética el 3 de octubre de 1943. La Casa de Cultura es de 1959.

## Lugares de interés
Museo de historia cosaca.

## Economía y transporte
Se extrae petróleo y gas natural. En la localidad se halla una bodega.
Cuenta con una estación (Starotítarovka) en la línea Krymsk-Port Kavkaz. Por la localidad pasa la carretera federal M25 Novorosíisk-Port Kavkaz.